# Андреєв Костянтин Костянтинович
Костянтин Андреєв (Одеса, СРСР) — український оперний співак, тенор.